# Calle del Barranco
La calle del Barranco es una vía pública de la ciudad española de Segovia.

## Descripción
La vía, que debe el título a lo escarpado del terreno, conecta la calle del Vallejo con la del Doctor Velasco. Aparece descrita en Las calles de Segovia (1918) de Mariano Sáez y Romero con las siguientes palabras:

Barranco.—Está situada esta calle entre la del Doctor Velasco y la plazuela del Vallejo. El nombre es debido a la configuración del terreno que forma una hondonada o barranco bastante pronunciado y designado así por el pueblo; después se puso a la calle oficialmente el nombre que lleva. Es muy corta, con algunas escaleras y pocas casas.
(Sáez y Romero, 1918, p. 17)